# Турукало, Надежда Прокопьевна
Надежда Прокопьевна Турукало (род. 16 апреля 1947 года) — советская пловчиха в ластах, мастер спорта СССР международного класса (1971).

## Карьера
Тренировалась в усть-каменогорском клубе «Алтай» у Б. Г. Поротова. В 1972 году по приглашению командования Средне-Азиатского военного округа Б. Поротов и Н. Турукало переехали в Алма-Ату, где для тренировок были созданы все условия, в частности — 50-метровый бассейн.
Многократная чемпионка и рекордсменка СССР, Европы, мира (53 медали, в том числе 39 золотых).
Также занималась подводным ориентированием. Четырежды становилась чемпионкой Европы, а в 1973 году стала первой абсолютной чемпионкой мира.
С 1976 года на тренерской работе. Её воспитанниками являются: М. Скобликова, Е. Гойколова, М. Шутенкова, А. Казакова и другие.
Заслуженный тренер Казахской ССР.
В 1986 году вместе с мужем Б. Г. Поротовым переехала в Севастополь, где продолжала тренерскую работу. В 1991 году создала частную школу плавания для детей-инвалидов.
Награждена орденом «Знак Почёта». В 2006 году награждена орденом «За веру и верность». Награждена медалями «За вклад в подводную деятельнось» и «50 лет Конфедерации подводной деятельности России».
Указом Губернатора города Севастополя присвоено почетное звание «Заслуженный работник физической культуры, спорта и туризма города Севастополя».